# Tianzhou 5
Tianzhou 5 (ch. 天舟五号) – kolejny lot chińskiego automatycznego statku transportowego Tianzhou. Wystrzelony 12 listopada 2022 roku z Wenchang Satellite Launch Center w Hainan rakietą Chang Zheng 7 w kierunku modułu Tianhe.

## Misja
Celem misji było dostarczenie około 6,7 ton zaopatrzenia dla załogi.